# Zemský okres Horní Sprévský les-Lužice
Zemský okres Horní Sprévský les-Lužice (německy Landkreis Oberspreewald-Lausitz) je zemský okres v německé spolkové zemi Braniborsko. Sídlem správy zemského okresu je město Senftenberg. Má přibližně 115 tisíc obyvatel. 

## Města a obce
| Města: 1. Calau 2. Großräschen 3. Lauchhammer 4. Lübbenau/Spreewald (Lubnjow) 5. Ortrand 6. Ruhland 7. Schwarzheide 8. Senftenberg 9. Vetschau/Spreewald (Wětošow) | Obce: 1. Altdöbern 2. Bronkow 3. Frauendorf 4. Großkmehlen 5. Grünewald 6. Guteborn 7. Hermsdorf 8. Hohenbocka 9. Kroppen 10. Lindenau 11. Luckaitztal 12. Neu-Seeland 13. Neupetershain 14. Schipkau 15. Schwarzbach 16. Tettau |